# ニコラ・プッサン
ニコラ・プッサン（Nicolas Poussin, 1594年6月15日 - 1665年11月19日）は、バロック時代のフランスの画家。「プサン」「プーサン」とも表記する。

## 生涯
17世紀のフランスを代表する画家であるが、画家としての生涯の大半をローマで過ごした。1594年、フランス・ノルマンディー地方のレ＝ザンドリに近いヴィレという村で生まれた。父親は地方の小貴族だったが、プッサンが生まれたのは父親がすでに60歳近くの時だったとされ、恵まれた少年時代ではなかったようだ。プッサンの修業時代のことについては史料が乏しく、当時の作品もほとんど残っていないが、10代後半から20代の大部分をルーアンとパリで過ごした。
1624年、29歳の時、プッサンはローマに出ている。このローマ行きには当時の高名な詩人ジョヴァンニ・バッティスタ・マリーニ（1569-1625）の助力があった。また、ローマでは教皇ウルバヌス8世の甥にあたるフランチェスコ・バルベリーニ枢機卿（1597-1679）や、その秘書で自由思想家であったカッシアーノ・ダル・ポッツォ（1584-1657）の知己を得た。特にポッツォの思想はプッサンの制作に大きな影響を及ぼした。
バルベリーニ枢機卿を通じてフランスに送られた絵画を通じて、プッサンの名声は母国にも広まった。当時のフランス国王ルイ13世はプッサンに親書を送りフランスへ呼び戻すが、プッサンは1640年から1642年にかけての2年足らずのパリ滞在の後、再びローマへ戻ってしまった。
プッサンの活躍した17世紀はバロックの全盛期であるが、彼の作品においてはバロック的な激しい感情や劇的な明暗の表現は抑制されており、代表作『アルカディアの牧人たち』にみられるような、古典主義的で深い思想的背景をもった歴史画や宗教画が多い。また、1648年頃からは英雄的風景、あるいは悲劇的風景と呼ばれる荘重な風景画を、1650年代後半からは寓意的な内容を持った神話的風景を描いている。

## 原資料
プッサンにはパトロンらに宛てた数多くの書簡が残っている。プッサンの伝記的事実や絵画理論は、ジョヴァンニ・ピエトロ・ベッローリの『現代画家・彫刻家・建築家伝』（1672）、アンドレ・フェリビアン・デ・ザヴォーの『古今のもっとも秀でたる画家の生涯と作品についての講話』（1666-88）により知ることができる。

## 我アルカディアにもあり (アルカディアの牧人)

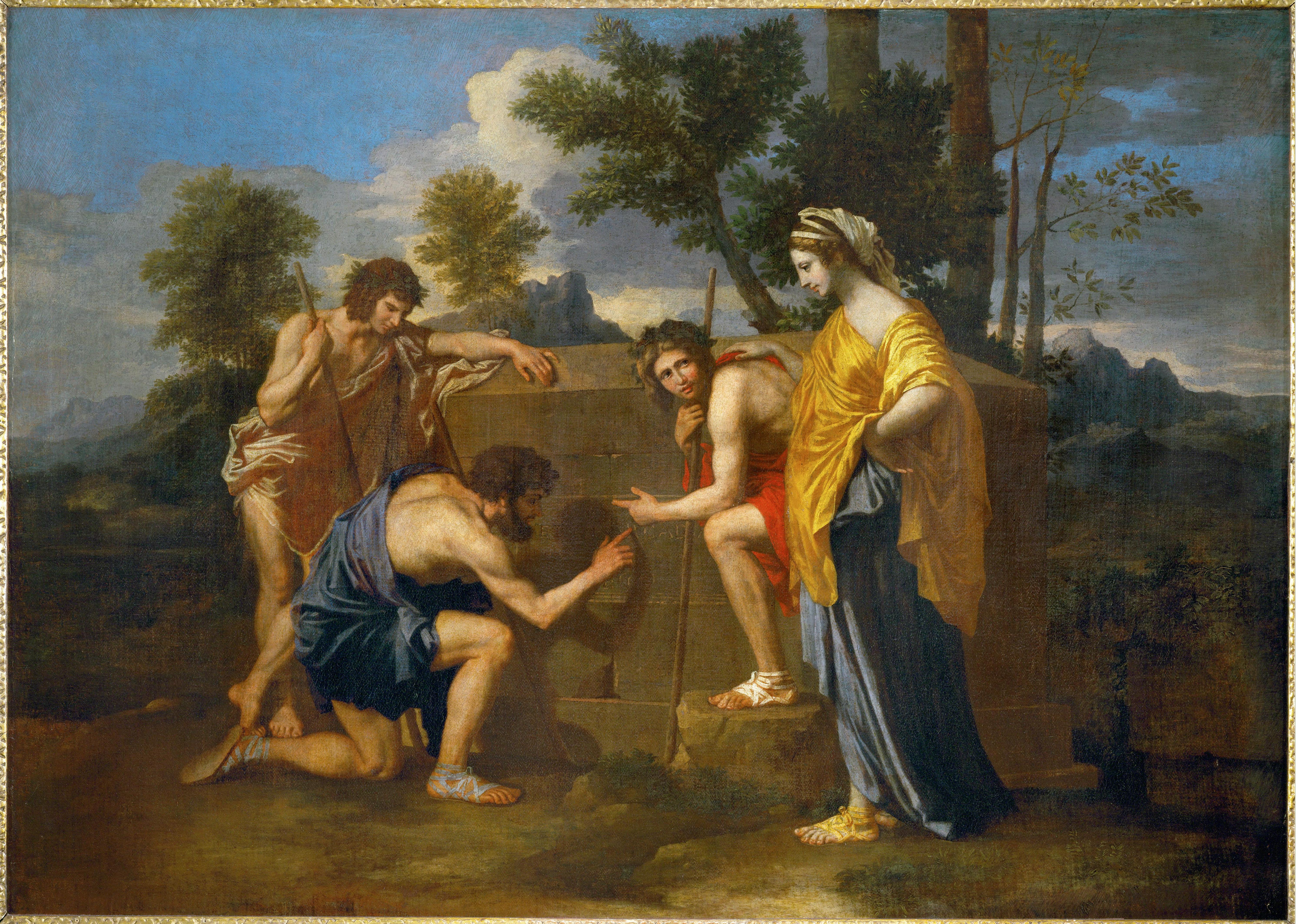
『我アルカディアにもあり (アルカディアの牧人)』（1638-1639頃）ルーヴル美術館

ルーヴル美術館にある『我アルカディアにもあり (アルカディアの牧人)』（1638-1639頃）は、フランスへの一時帰国直前に描かれたもので、フランス古典主義絵画を代表する作品とされる。ルイ14世はこの絵画を購入して、自分が死ぬまで身近に置いていた。
楽園アルカディアで、墓石の周囲にたたずむ4人の人物（3人の羊飼いと女性）を表している。墓石にはラテン語で「エト・イン・アルカディア・エゴ」（Et in Arcadia ego）（我もまたアルカディアにあり）という銘があり、画中の人物たちはこの銘文の意味を知ってとまどっているように見える。この言葉は「私もかつてアルカディアにいた」「私はアルカディアにもいる」の2つの意味に解釈可能だが、「私」を「死」の意味に解し「楽園アルカディアにも死は存在する」と解釈するのが妥当とされている。いわば「死を忘るべからず」「死はどこにでも存在する」という教訓を絵画化したものといえる。
この絵は21世紀初頭に流行したミステリー『ダ・ヴィンチ・コード』のモチーフとなったレンヌ・ル・シャトーを巡る謎にも、アイテムの1つとして登場している。

## 代表作

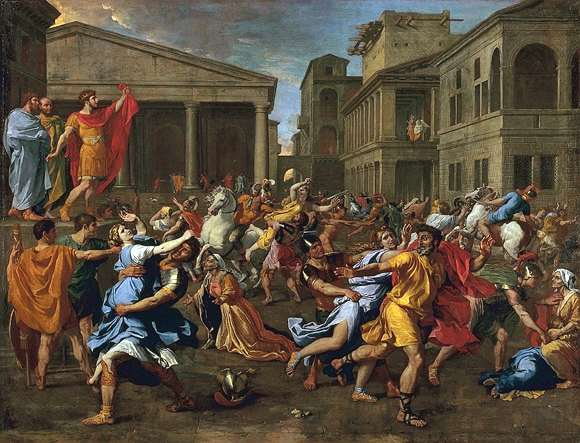
『サビニの女たちの掠奪』 （1637 - 1638年） ルーヴル美術館

- 聖母の死（1623年、ステレベーク、聖パンクラス聖堂）
- バッカスの祭典（1624–1625年、プラド美術館）
- ゲルマニクスの死（1627年、ミネアポリス美術館）
- 聖エラスムスの殉教 (1628-29年、バチカン美術館）
- 詩人の霊感（1629-30年頃、ルーヴル美術館）
- フローラの王国（1630-31年、アルテ・マイスター絵画館）
- 幼児虐殺（1625-1632年、コンデ美術館）
- アシドドのペスト (1631年、ルーヴル美術館）
- パルナッソス (1631-1633年頃、プラド美術館）
- サビニの女たちの掠奪（1633-34年、メトロポリタン美術館）、（1637-38年、ルーヴル美術館）
- パンの勝利（1635-36年、ロンドン、ナショナル・ギャラリー）
- 人生の踊り（1634-36年、ロンドン、ウォレス・コレクション）
- マナの収集（1637-39年、ルーヴル美術館）
- パトモス島の聖ヨハネのいる風景 （1640年、シカゴ美術館）
- 我アルカディアにもあり (アルカディアの牧人) （1638-1639年頃、ルーヴル美術館）
- 日本の鹿児島で娘を蘇らす聖フランシスコ・ザビエル（1641年、ルーヴル美術館）
- 七つの秘蹟（1644-48年、スコットランド国立美術館に寄託）
- 階段の聖家族（1648年、クリーヴランド美術館、ワシントン・ナショナル・ギャラリー)
- エリエゼルとリベカ（1648年、ルーヴル美術館）
- ソロモンの審判（1649年、ルーヴル美術館）
- ポリュペーモスのいる風景（1649年、エルミタージュ美術館）
- 自画像（1650年、ルーヴル美術館）
- オルフェウスとエウリュディケーのいる風景（1650年頃、ルーヴル美術館）
- ピュラモスとティスベのいる風景（1650-51年、フランクフルト、シュテーデル研究所）
- コリオラヌス（1652-53年、レ＝ザンドリ、ニコラ・プッサン美術館）
- サフィラの死（1652年頃、ルーヴル美術館）
- エウダミダスの遺書（1650-55年頃、コペンハーゲン国立美術館）
- バッカスの誕生 (1657年、フォッグ美術館）
- 日の出を探す盲目のオリオン (1658年、メトロポリタン美術館）
- 四季（1660-64年、ルーヴル美術館）

## 文献
- フリードレンダー『プッサン』（若桑みどり訳）美術出版社、1970年
- 近藤昭『絵画の父プッサン』新潮社、1974年
- 高階秀爾『プッサン』（世界美術全集16）集英社、1977年
- 木村三郎他『プッサン』（カンヴァス世界の大画家14）中央公論社、1984年
- 『プッサンとラファエッロ　借用と創造の秘密』愛知県美術館、足利市立美術館、1999年
- ルイ・マラン『崇高なるプッサン』（矢橋透訳）みすず書房、2000年
- 木村三郎『ニコラ・プッサンとイエズス会図像の研究』中央公論美術出版、2007年
- 望月典子『ニコラ･プッサン　絵画的比喩を読む』慶應義塾大学出版会　2010年
- 栗田秀法『プッサンにおける語りと寓意』三元社　2014年
- Henry Keazor, Nicolas Poussin, Taschen,2007.

## ギャラリー

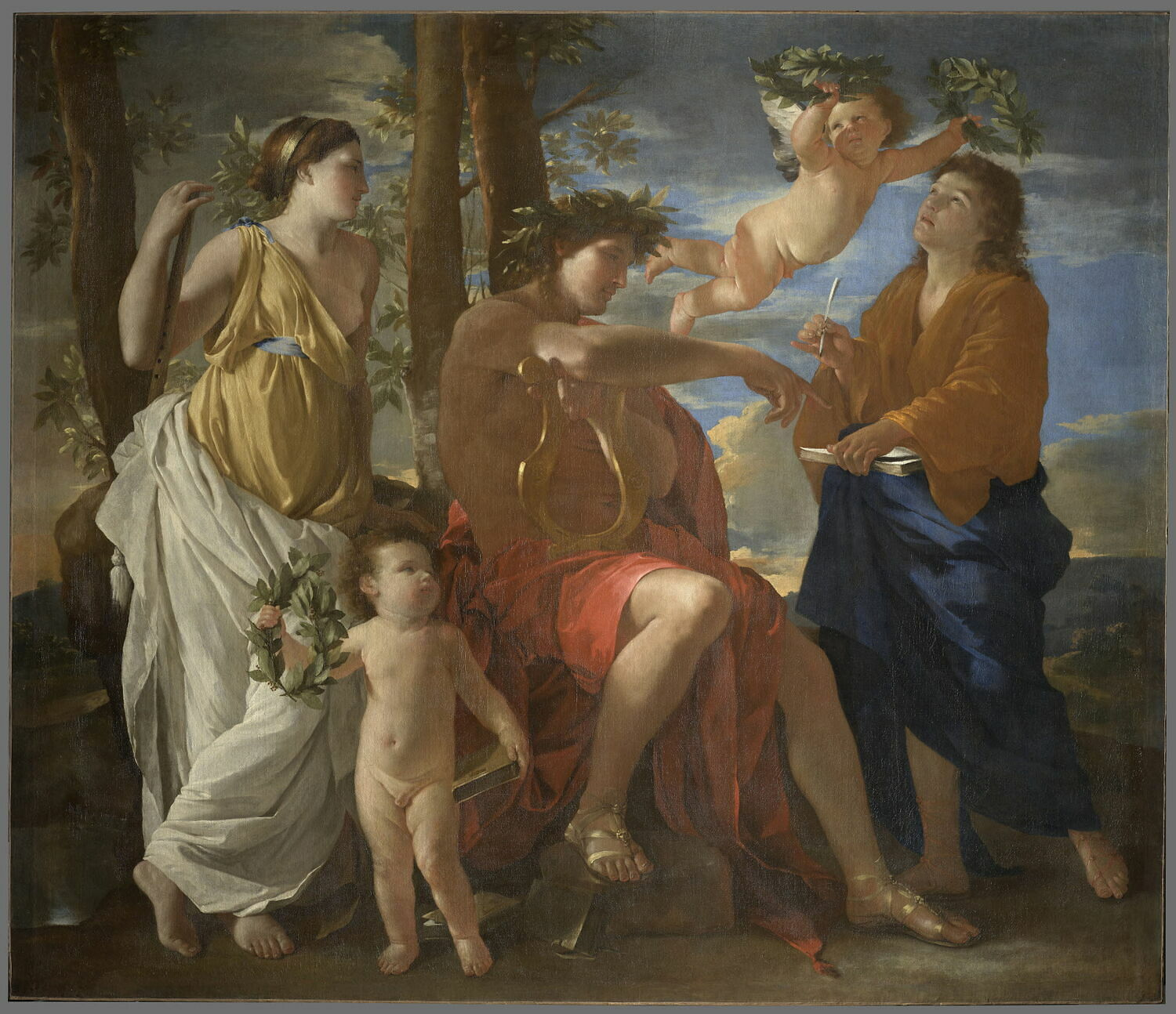
『詩人の霊感』1629-30年頃 ルーヴル美術館
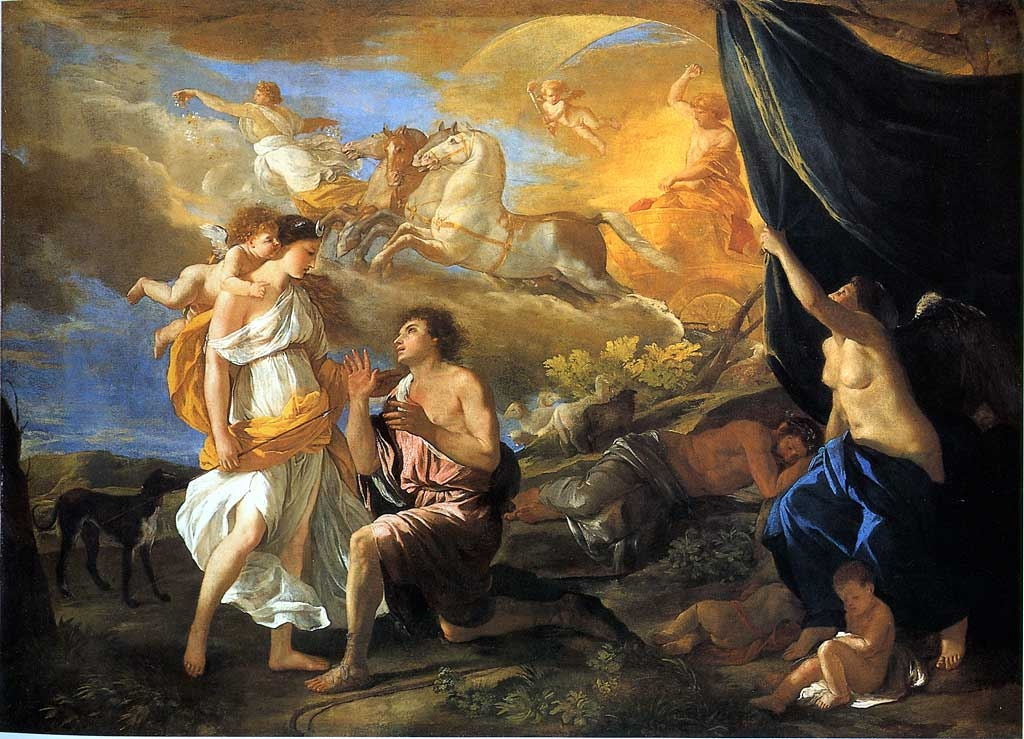
『セレネとエンデュミオン』1630年頃 デトロイト美術館
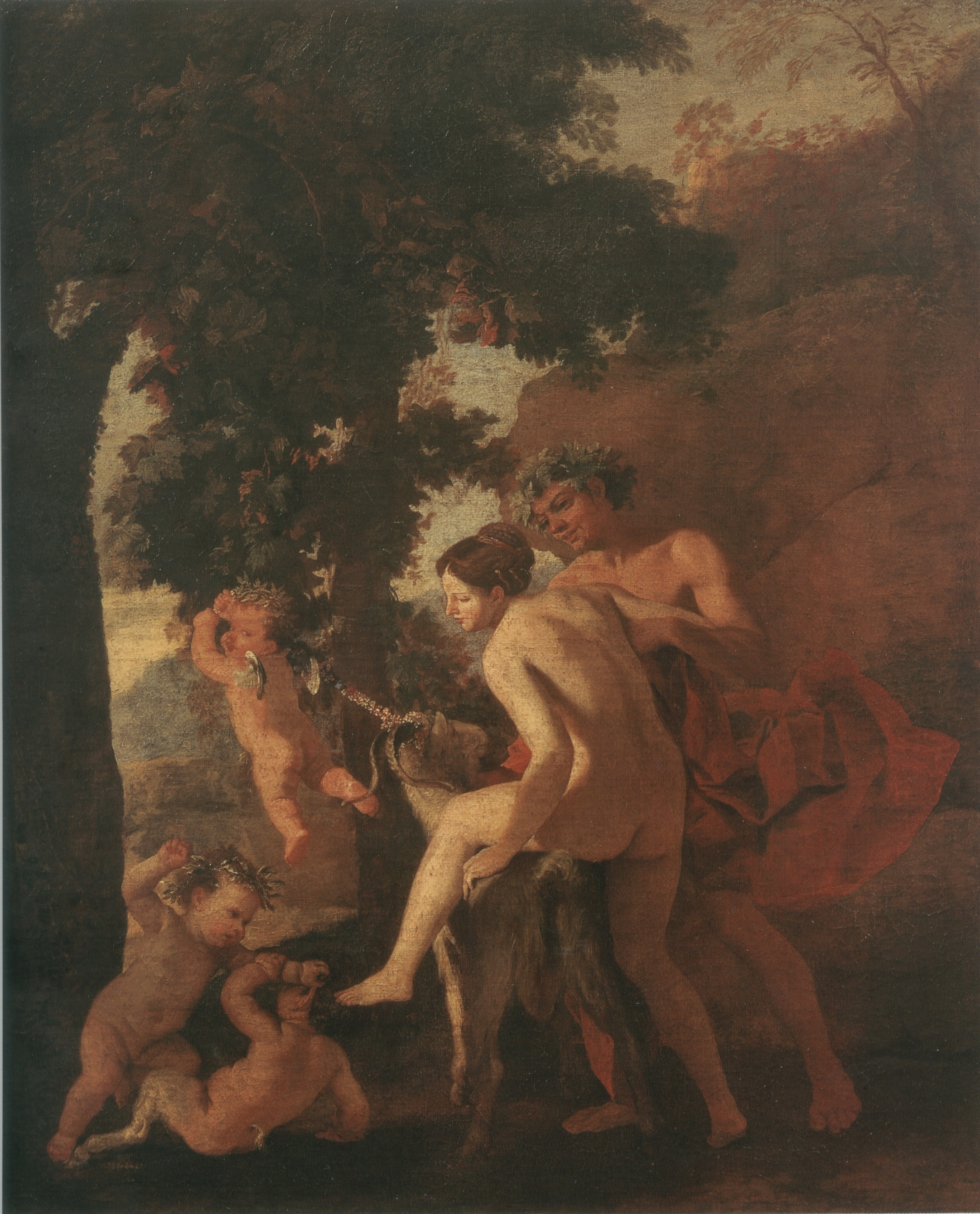
『ヴィーナスとファウヌス、プットーたち』1630年 エルミタージュ美術館
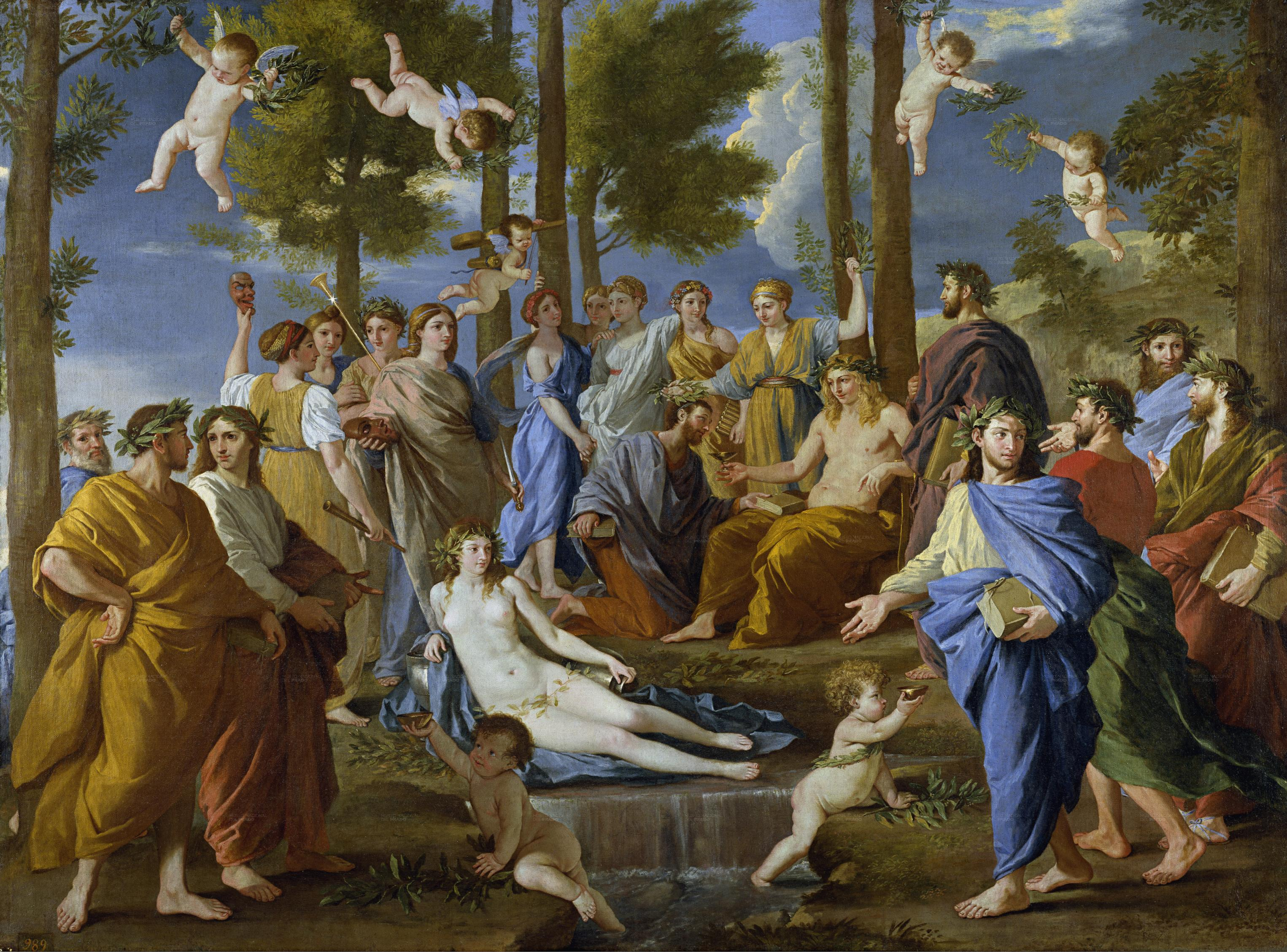
『パルナッソス』1631年-1633年 プラド美術館
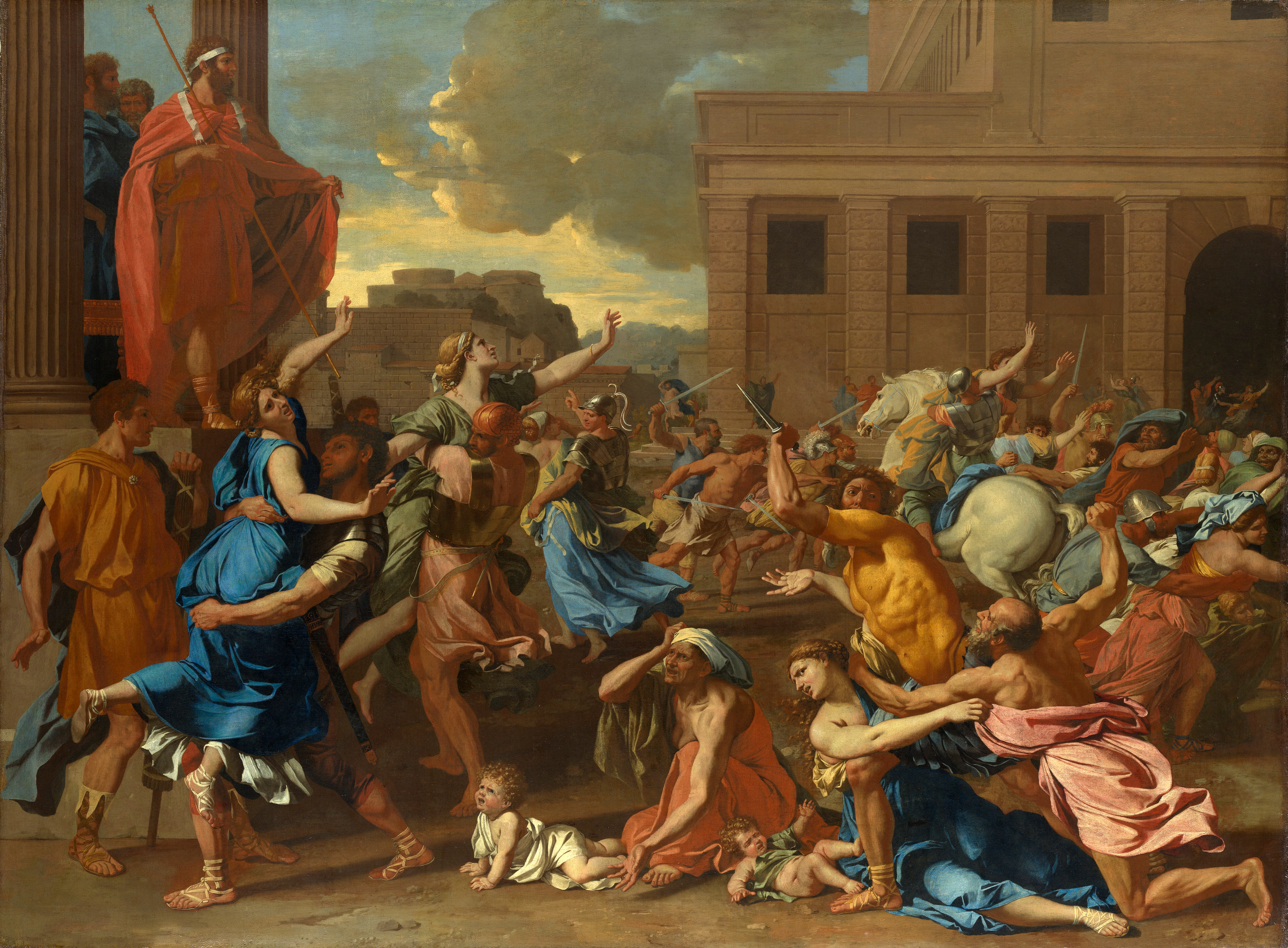
『サビニの女たちの掠奪』1633-1634年 メトロポリタン美術館
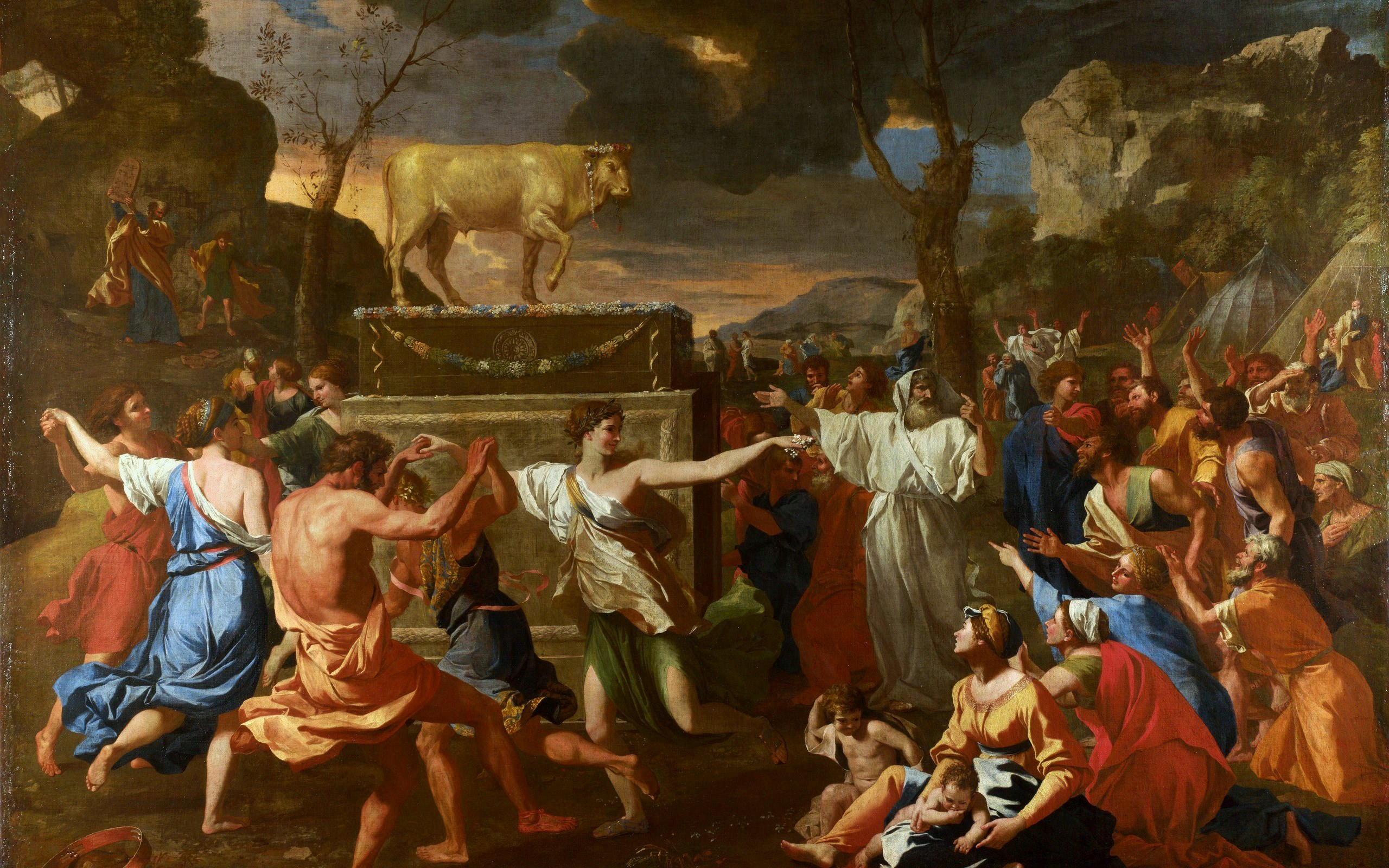
『黄金の子牛の礼拝』 1633年-1634年 ロンドン・ナショナル・ギャラリー
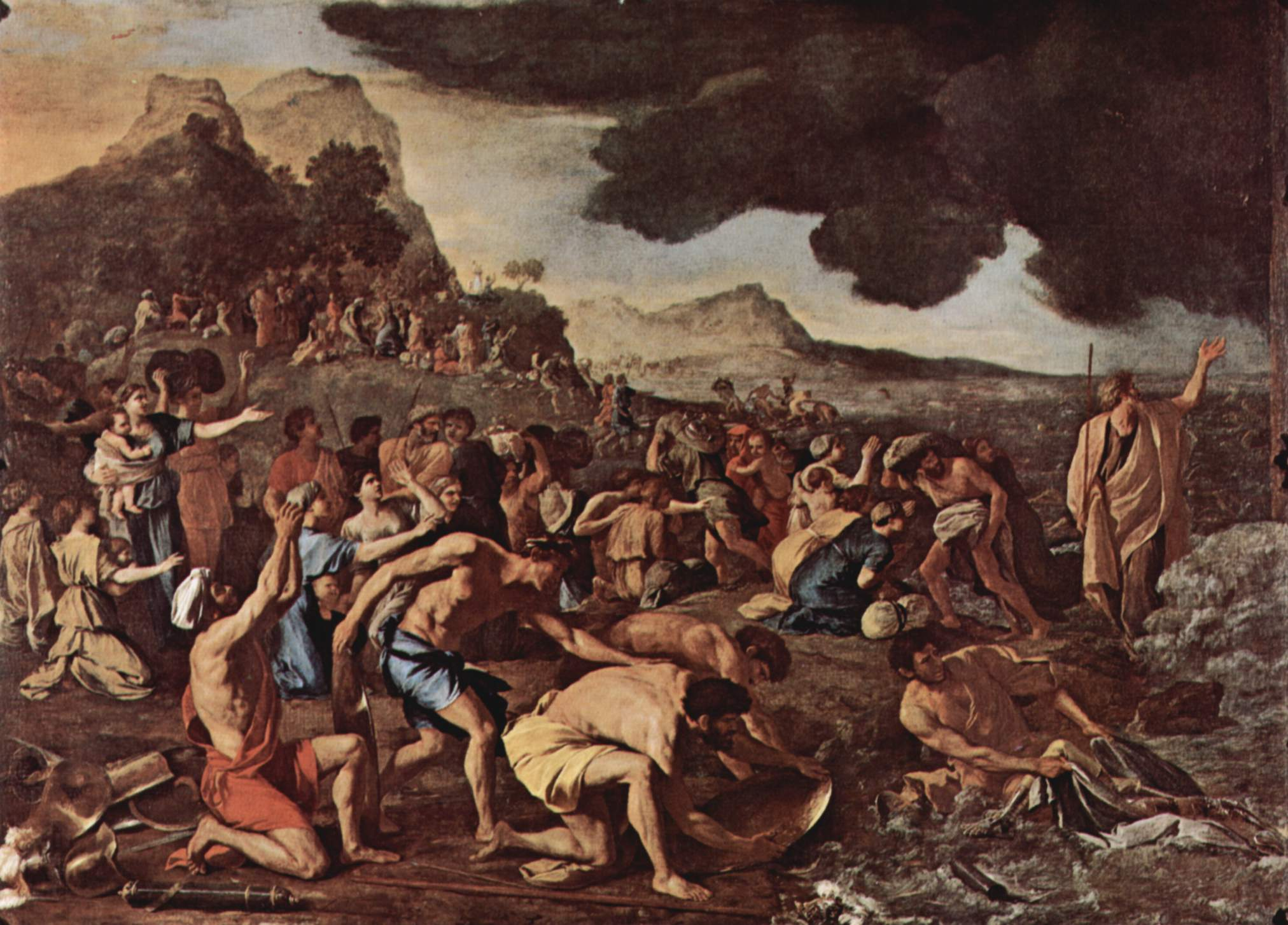
『紅海の横断』1633年-1634年 ビクトリア国立美術館
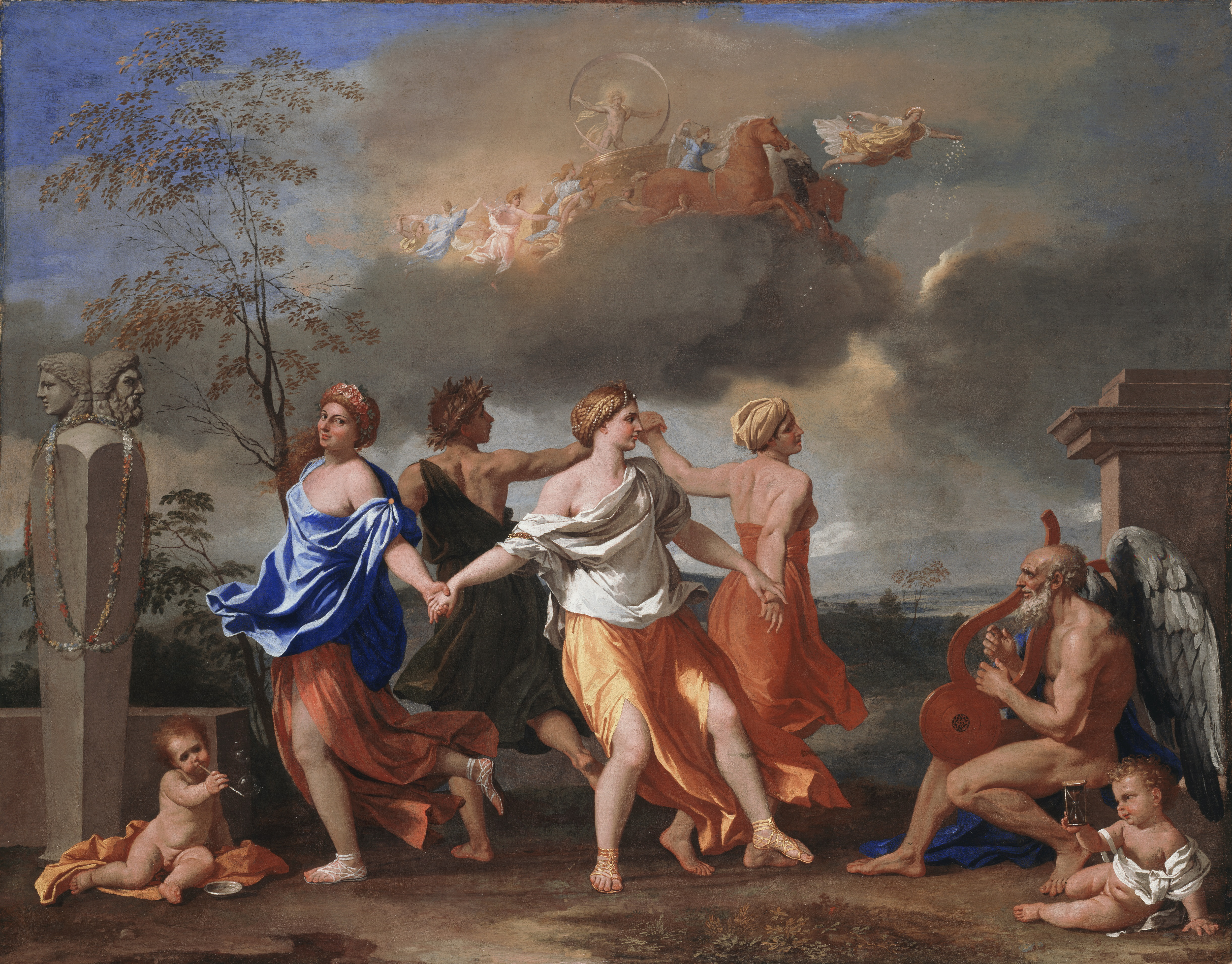
『人生の踊り』1640年 ウォレス・コレクション
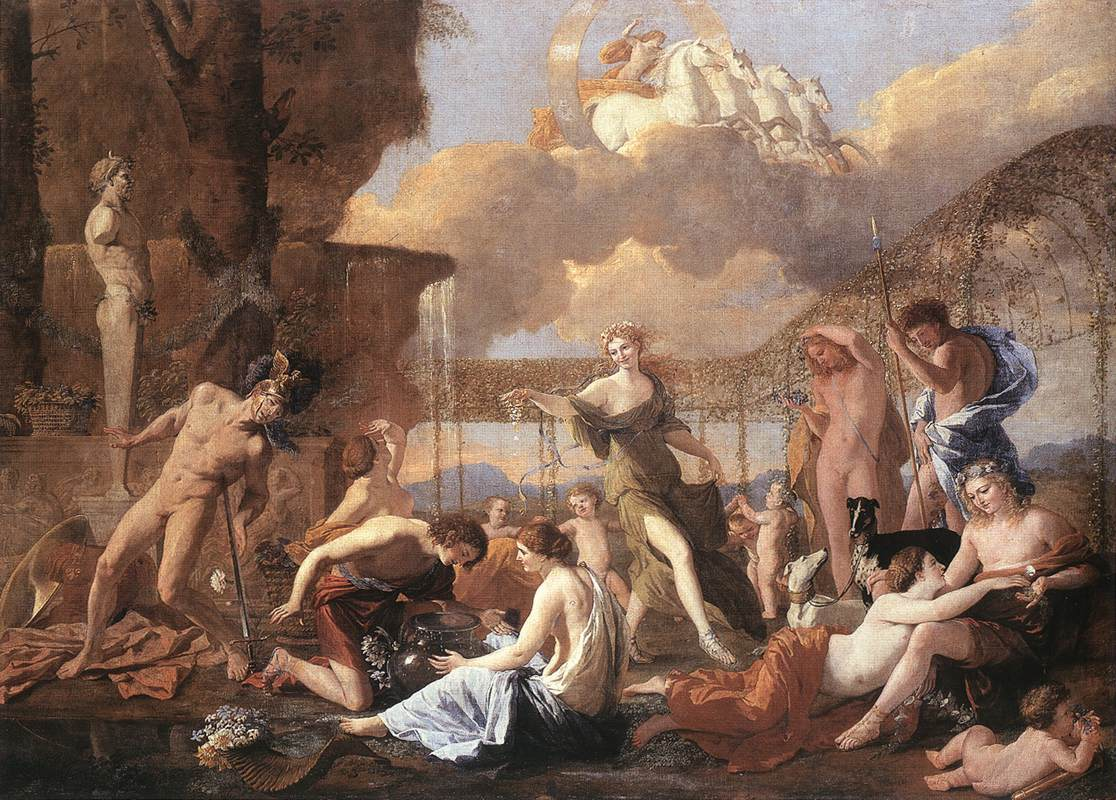
『フローラの王国』1630年-1631年 アルテ・マイスター絵画館
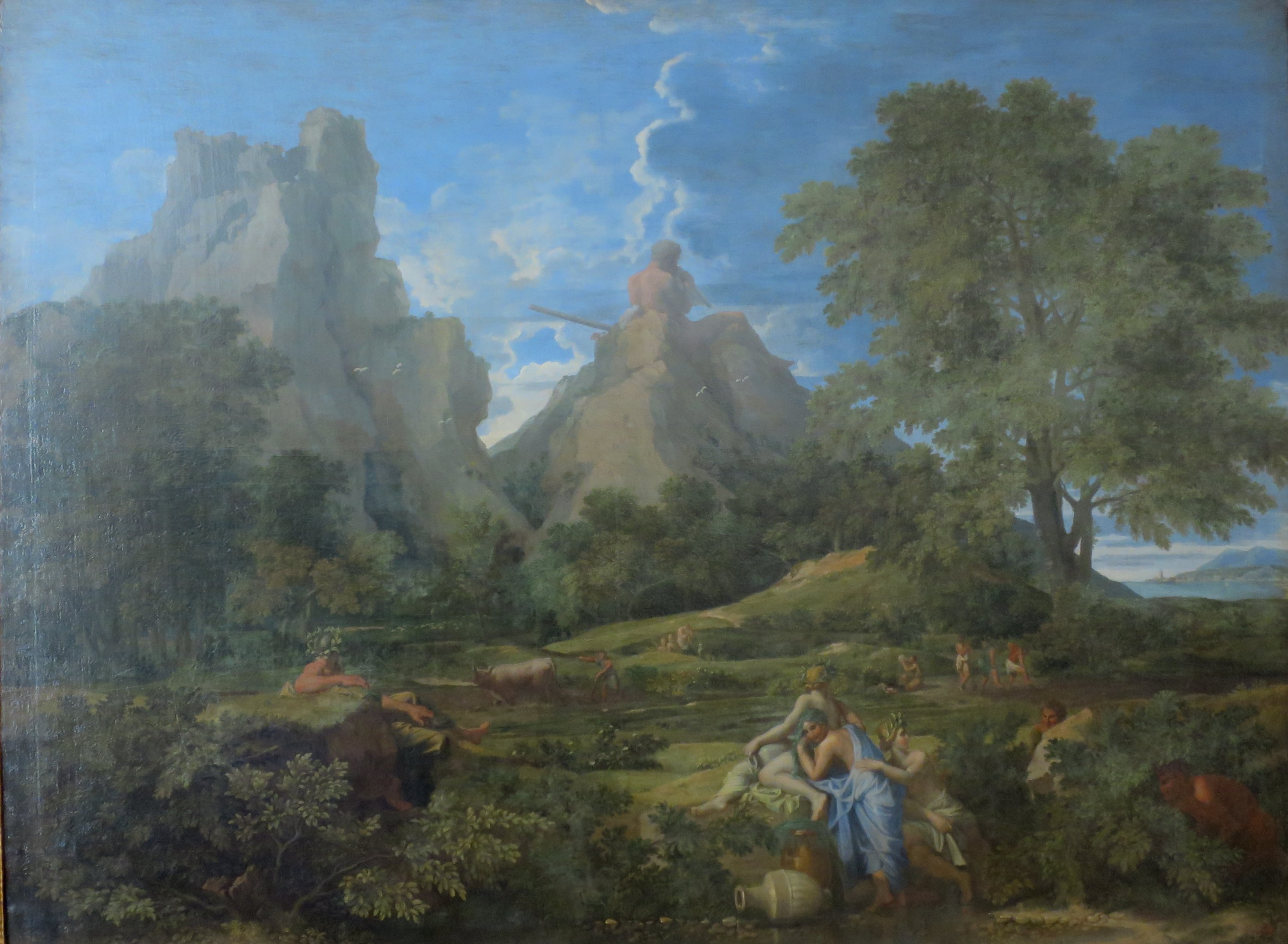
『ポリュペーモスのいる風景』1649年 エルミタージュ美術館
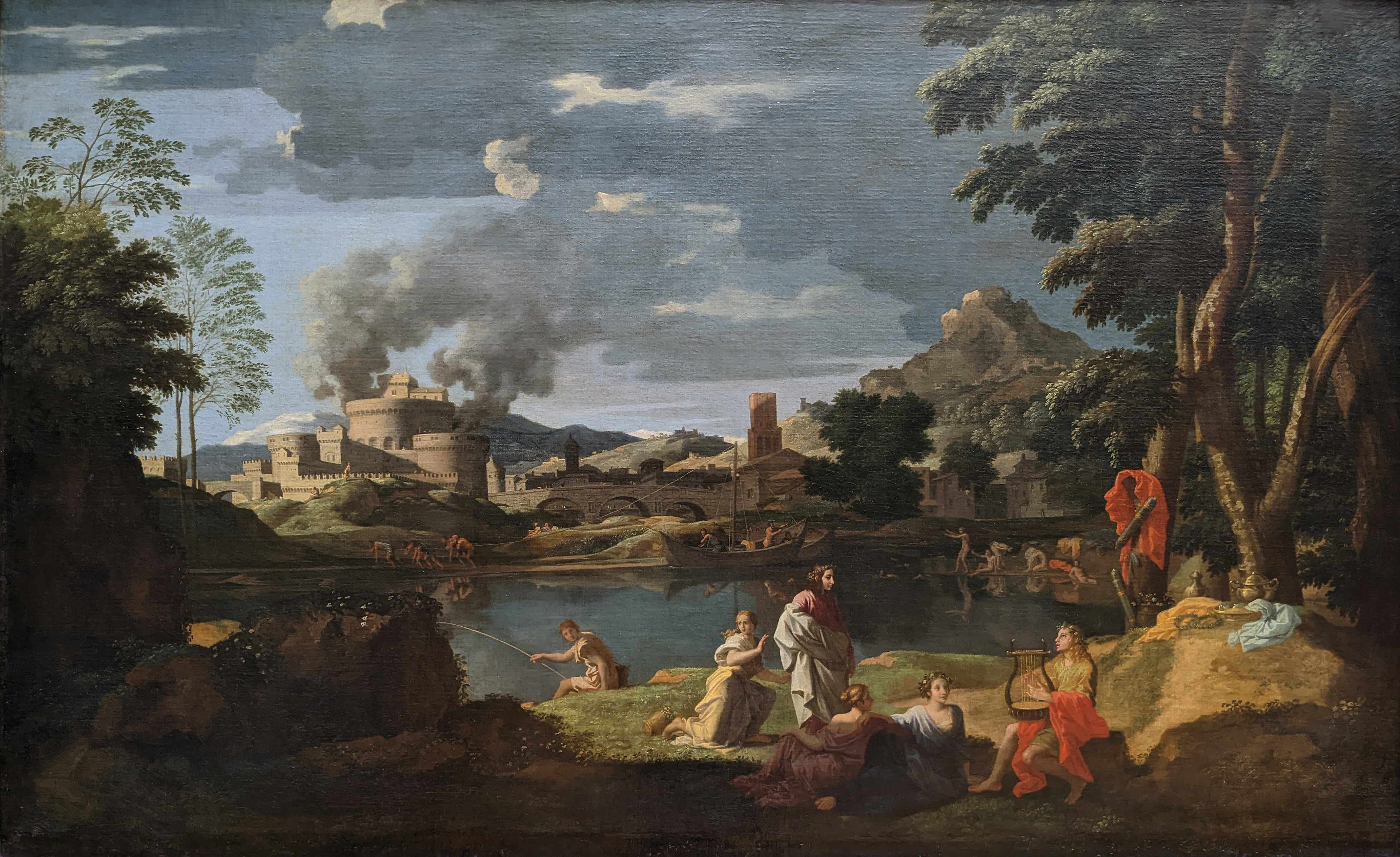
『オルフェウスとエウリュディケーのいる風景』1650年頃 ルーヴル美術館
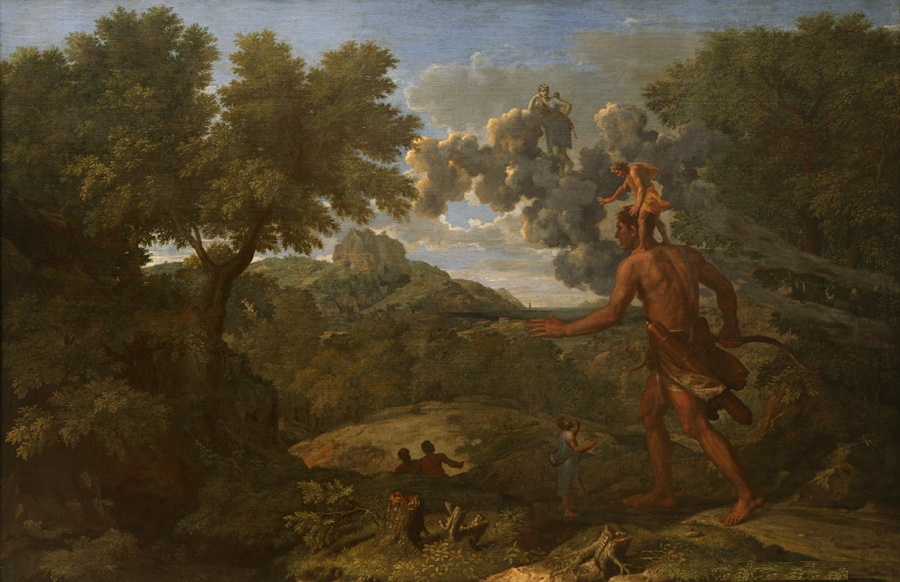
『日の出を探す盲目のオリオン』1658年 メトロポリタン美術館